# Nysätra församling, Uppsala stift
Nysätra församling var en församling i Uppsala stift och i Enköpings kommun i Uppsala län. Församlingen uppgick 2010 i Lagunda församling.

## Administrativ historik
Församlingen har medeltida ursprung. 
Församlingen utgjorde under medeltiden ett eget pastorat för att därefter till 1 maj 1923 vara moderförsamling i pastoratet Nysätra och Österunda för att därefter till 1946 utgöra ett eget pastorat. Från 1946 till 1962 var församlingen annexförsamling i pastoratet Torstuna, Härnevi, Österunda och Nysätra. Från 1962 till 1983 var den annexförsamling i Långtora, Biskopskulla och Nysätra, från 1983 till 2010 annexförsamling i Gryta pastorat. Församlingen uppgick 2010 i Lagunda församling.

## Kyrkor
- Nysätra kyrka